# Vitus Eicher
Vitus Eicher (* 5. November 1990 in Erding) ist ein deutscher Fußballspieler, der zuletzt beim 1. FC Heidenheim unter Vertrag stand.

## Laufbahn

### Jugend und erste Erwachsenenjahre
Eicher begann in seinem Heimatort beim FC Langengeisling mit dem Fußballspielen. 2000 wechselte er als Neunjähriger an die Grünwalder Straße in der Landeshauptstadt München, nachdem er den Talentsichtern des TSV 1860 beim Merkur Cup, einem Juniorenturnier, aufgefallen war. In der Folge durchlief er bei den Münchner Löwen, deren Fan er seit seiner Kindheit ist, die gesamte Jugendabteilung. Nachdem er in der Spielzeit 2008/09 Stammtorhüter der A-Jugend in der Bundesliga war, rückte Eicher im Sommer 2009 in die U23 auf, die in der Regionalliga Süd spielte.
Dort kam er in der Spielzeit 2009/10 auf zwölf Einsätze, da neben ihm auch regelmäßig der Torhüter der U19, Björn Bussmann, und Philipp Tschauner, der zweite Torwart der Profis spielten. Daneben wurden auch der Ersatztorhüter Sebastian Seibold und der dritte Profitorwart Michael Hofmann jeweils zweimal eingesetzt. Nach dem Abgang Hofmanns im Sommer 2010 berief Trainer Reiner Maurer Eicher und Bussmann in den erweiterten Profikader, wo beide zu Testspieleinsätzen kamen. So wie sie sich als dritter Torwart bei den Profis abwechselten, rotierten sie zunächst auch im Tor der U23. In der Rückrunde war schließlich Eicher Stammtorwart der kleinen Löwen, Bussmann kam nur mehr zu wenigen Einsätzen. Timo Tank, der dritte Torhüter der U23, kam nur zweimal zum Einsatz, einmal beim Spiel gegen den SSV Ulm, das nach dessen Insolvenz als Pflichtfreundschaftsspiel ausgetragen wurde, und beim Saisonfinale am 34. Spieltag.
Nachdem im Sommer 2011 die Verträge von Bussmann und Eicher ausliefen, wurde nur Eichers Kontrakt um ein weiteres Jahr verlängert. Nach dem Abgang Bussmanns war Eicher nun hinter Gábor Király und Timo Ochs alleiniger dritter Torwart der Löwen. Er kam zwar in einigen Testspielen zum Einsatz, doch in Pflichtspielen wurde er weiter nur in der Regionalliga eingesetzt. Dort war er nun Mannschaftskapitän und bestritt bis zur Winterpause alle Spiele über die gesamte Länge.
Am 17. Dezember gehörte er beim Spiel beim Karlsruher SC erstmals bei einem Zweitligaspiel zum 18er-Kader, nachdem Gábor Király verletzungsbedingt ausfiel und dadurch Timo Ochs das Tor hütete. Im Januar 2012 kam er in einem Testspiel der ersten Mannschaft zum Einsatz, bei den Pflichtspielen der Rückrunde fand er aber zunächst keine Berücksichtigung. Stattdessen stand er bei der U23 weiter bei fast allen Spielen im Tor, nur beim Spiel bei der Zweitvertretung des Karlsruher SCs war er aufgrund einer Gelbsperre nicht im Kader.

### Profifußball
Im April 2012 unterschrieb er schließlich seinen ersten Profivertrag beim TSV 1860. Der Kontrakt sah eine Laufzeit bis 2015 vor. Für das Spiel am vorletzten Saisonspieltag bei Eintracht Frankfurt, die zu diesem Zeitpunkt bereits als Aufsteiger feststand, nominierte ihn Trainer Maurer für die Startaufstellung. Eicher gab somit am 29. April 2012 seinen Einstand im Profifußball. Er ließ beim 2:0-Auswärtssieg der Sechzger kein Gegentor zu und wurde nach der Partie vom Fachmagazin Kicker als Spieler des Spieles ausgezeichnet.
Auch in der Spielzeit 2012/13 war Eicher hinter Király und Ochs dritter Torwart der Zweitligamannschaft. Nachdem Ochs in der folgenden Winterpause den Verein verlassen hatte, wurde Eicher in der Rückrunde erster Ersatztorwart, zum Einsatz kam er in der 2. Bundesliga allerdings nicht. Für die zweite Mannschaft, die nun als U21 in der neuen Regionalliga Bayern antrat, kam er in dieser Spielzeit 30 Mal zum Einsatz. Dabei gelang dem Schlussmann am 23. April 2013 sein erster Feldspieltreffer, als er beim 3:1-Sieg gegen den TSV Buchbach aus 70 Metern ins gegnerische Tor traf. Mit der Löwen-Reserve stand Eicher am Ende auf dem ersten Platz. Beide Aufstiegsspiele gegen die SV Elversberg spielte er durch, konnte aber nicht verhindern, dass die kleinen Löwen den Saarländern unterlagen.
2013/14 gehörte er bei 31 Zweitligaspielen zum Kader, wurde aber ebenso wie im Pokal nicht eingesetzt. Für die U21 bestritt er zehn Spiele in der Regionalliga Bayern. Im Sommer 2014 verpflichtete der TSV 1860 mit Stefan Ortega Moreno einen weiteren Torwart für die erste Mannschaft. Eicher gehörte auch am Beginn der Spielzeit 2014/15 nominell zum Profikader, wurde aber von Ortega als zweiter Torhüter abgelöst und stand vorerst nur im Aufgebot der U21. Nachdem Ortega Mitte August erster Torhüter geworden war und Király Ende August den Verein verlassen hatte, rückte Eicher wieder nach. Vom vierten bis zum 21. Spieltag gehörte er in allen Spielen als Ersatztorwart zum Aufgebot. Für die U21 kam er in dieser Zeit nur noch einmal zum Einsatz. Mitte Februar 2015 wurde Torsten Fröhling neuer Cheftrainer der Zweitligamannschaft. Eicher war seither Stammtorhüter der Löwen, wurde zur Saison 2016/17 allerdings wieder von Ortega Moreno verdrängt. In dieser Spielzeit stieg der Verein nach einer Relegation gegen den SSV Jahn Regensburg direkt in die viertklassige Regionalliga Bayern ab. Eicher selbst kam zu dieser Zeit bereits nur noch in der zweiten Mannschaft zu vereinzelten Einsätzen.
Im Januar 2017 wechselte Eicher zum Zweitligisten 1. FC Heidenheim, für den er in seiner ersten Saison drei Pflichtspiele absolvierte. In den folgenden Spielzeiten 2018/19 und 2019/20 absolvierte er jeweils eine Ligabegegnung. In der Saison 2022/23 wurde er mit seinem Team Meister der 2. Bundesliga stieg in die Bundesliga auf. Er war dabei aber weiterhin lediglich Ersatztorwart und kam – ebenso wie in der nachfolgenden Bundesligasaison – auf keinen Ligaeinsatz. Im Sommer 2025 verließ er den Verein nach Ende seines Vertrags.

## Titel und Auszeichnungen
- Meister der 2. Bundesliga und Aufstieg in die Bundesliga: 2022/23